# 采茨卡·察切娃
采茨卡·察切娃·丹戈夫斯卡（1958年—），保加利亚政治人物、律师，保加利亚欧洲发展公民党人。2009年7月至2013年3月及2014年10月至2017年1月担任保加利亚国民议会主席，是保加利亚国民议会1878年成立以来第一位女性主席。

## 生平
察切娃生于洛维奇州烏格爾欽市鎮的Dragana村，毕业于索非亚大学。2009年7月14日，采茨卡·察切娃当选国会主席。
2016年代表保加利亞歐洲發展公民黨參選保加利亞總統選舉，在次輪投票敗於魯門·拉德夫。